# Alfred Denizot
Alfred Denizot (ur. 21 października 1873 w Górczynie, obecnie dzielnica Poznania, zm. 23 lutego 1937 w Poznaniu) – polski fizyk, profesor chemii Uniwersytetu Poznańskiego i profesor Uniwersytetu Lwowskiego, specjalista od geometrii wykreślnej

## Życiorys
Syn imigranta z Francji, Augustyna Denizota i Antoniny z Nowackich. W 1893 ukończył gimnazjum realne w Poznaniu, po czym studiował na uniwersytecie w Berlinie, gdzie w 1897 obronił doktorat. Od 1907 roku wykładał na Politechnice Lwowskiej (początkowo był docentem płatnym, zaś od 1908 profesorem nadzwyczajnym a od 1909 profesorem zwyczajnym mechaniki ogólnej i analitycznej). W 1910 habilitował się z geometrii wykreślnej na Politechnice Lwowskiej i z fizyki na Uniwersytecie Lwowskim, w 1919 roku objął katedrę Fizyki Doświadczalnej na Uniwersytecie Poznańskim. W latach 1920–1937 z ramienia uczelni był kuratorem Korporacji Studentów Uniwersytetu Poznańskiego „Lechia”, w tym czasie należał także do PTPN.
Był autorem 52 prac i artykułów w wielu językach, członkiem korespondentem Papieskiej Akademii Nauk. 

## Odznaczenia
- Krzyż Legii Honorowej
- Krzyż Obrony Lwowa